# Shady XV
Shady XV – kompilacja różnych wykonawców związanych z wytwórnią Shady Records. Ten podwójny album ukazał się 24 listopada 2014 roku nakładem wytwórni Shady Records i Interscope Records. Płyta ta została wydana z okazji 15-lecia działalności wydawniczej Eminema. Pierwszy dysk X został nagrany w 2014 roku i zawiera nowe nagrania takich wykonawców jak: Slaughterhouse, Bad Meets Evil, Big Sean, Yelawolf, Skylar Grey, czy Eminem. Natomiast dysk V jest zbiorem największych przebojów z lat 2000–2012.

## Notowania
Album zadebiutował na 3. miejscu amerykańskiej listy sprzedaży Billboard 200. Sprzedaż w pierwszym tygodniu wyniosła 138 000, a w drugim 28 000 jednocześnie spadając na pozycję 21. W następnym tygodniu sprzedano o 10 tysięcy mniej nośników, niż w drugim tygodniu. Do 4 stycznia 2015 roku w Stanach Zjednoczonych sprzedano 231 000 kopii.

## Lista utworów
CD X
| Nr  | Tytuł utworu                   | Wykonawca                                                            | Producent                           | Długość |
| --- | ------------------------------ | -------------------------------------------------------------------- | ----------------------------------- | ------- |
| 1.  | „Shady XV”                     | Eminem                                                               | Eminem                              | 5:01    |
| 2.  | „Psychopathic Killer”          | Slaughterhouse (gości. Eminem & Yelawolf)                            | Boi-1da, The Maven Boys, Just Blaze | 5:19    |
| 3.  | „Die Alone”                    | Eminem (gości. Kobe)                                                 | Eminem, Luis Resto, Felix Flint     | 3:36    |
| 4.  | „Vegas”                        | Bad Meets Evil                                                       | Eminem, Luis Resto                  | 5:36    |
| 5.  | „Y'All Ready Know”             | Slaughterhouse                                                       | DJ Premier                          | 3:51    |
| 6.  | „Guts Over Fear”               | Eminem (gości. Sia Furler)                                           | Emile Haynie, John Hill, Eminem     | 5:01    |
| 7.  | „Down”                         | Yelawolf                                                             | Conrad Clifton                      | 3:26    |
| 8.  | „Bane”                         | D12                                                                  | Mr. Porter, Marv Won                | 4:24    |
| 9.  | „Fine Line”                    | Eminem                                                               | Eminem, Luis Resto                  | 5:07    |
| 10. | „Twisted”                      | Skylar Grey, Eminem & Yelawolf                                       | Eminem, Luis Resto                  | 4:59    |
| 11. | „Right for Me”                 | Eminem                                                               | Eminem, Luis Resto                  | 4:57    |
| 12. | „Detroit Vs. Everybody”        | Eminem, Royce da 5’9”, Big Sean, Danny Brown, Dej Loaf & Trick-Trick | Statik Selektah, Eminem             | 5:57    |
| 13. | „Till It's Gone (bonus track)” | Yelawolf                                                             | WLPWR                               | 4:38    |
|     |                                |                                                                      |                                     | 1:01:52 |

CD V
| Nr  | Tytuł utworu                            | Wykonawca                                               | Producent                      | Długość |
| --- | --------------------------------------- | ------------------------------------------------------- | ------------------------------ | ------- |
| 1.  | „I Get Money”                           | 50 Cent                                                 | Apex                           | 3:43    |
| 2.  | „Purple Pills”                          | D12                                                     | Eminem, Jeff Bass              | 5:04    |
| 3.  | „Lose Yourself”                         | Eminem                                                  | Eminem, Jeff Bass              | 5:20    |
| 4.  | „Cry Now”                               | Obie Trice, Kuniva, Bobby Creekwater, Cashis & Stat Quo | Witt & Pep                     | 5:09    |
| 5.  | „Let's Roll”                            | Yelawolf (gości. Kid Rock)                              | The Audibles, Mr. Pyro, Eminem | 3:55    |
| 6.  | „Hammer Dance”                          | Slaughterhouse                                          | AraabMuzik                     | 4:05    |
| 7.  | „P.I.M.P.”                              | 50 Cent                                                 | Mr. Porter                     | 4:09    |
| 8.  | „You Don't Know”                        | Eminem, 50 Cent, Cashis & Lloyd Banks                   | Eminem, Luis Resto             | 4:17    |
| 9.  | „My Band”                               | D12                                                     | Eminem, Luis Resto             | 4:58    |
| 10. | „Wanna Know”                            | Obie Trice                                              | Emile Haynie                   | 4:04    |
| 11. | „Wanksta”                               | 50 Cent                                                 | John „J-Praize” Freeman        | 3:38    |
| 12. | „The Setup”                             | Obie Trice (gości. Nate Dogg)                           | Dr. Dre, Mike Elizondo         | 3:13    |
| 13. | „In da Club”                            | 50 Cent                                                 | Dr. Dre, Mike Elizondo         | 3:13    |
| 14. | „Fight Music”                           | D12                                                     | Dr. Dre                        | 4:21    |
| 15. | „Pop the Trunk”                         | Yelawolf                                                | WillPower                      | 3:48    |
| 16. | „Lose Yourself (original demo version)” | Eminem                                                  | Eminem, Jeff Bass              | 3:00    |
|     |                                         |                                                         |                                | 1:05:57 |